# Katrin Dörre
Katrin Dörre-Heinig (Leipzig, 6 de outubro de 1961) é uma ex-maratonista alemã, que competiu internacionalmente pela Alemanha Oriental e pela Alemanha reunificada.
Competindo em maratonas especialmente no Japão no início de suas participações internacionais, ela venceu por três vezes a Maratona Feminina de Tóquio (1984-85-87) e a Maratona de Nagoya (1986), antes de competir pela Alemanha Oriental em Seul 1988, onde conquistou a medalha de bronze.
Após a reunificação da Alemanha, em sua primeira participação em grande evento representando o país, ela ficou com a medalha de bronze no Campeonato Mundial de Atletismo de 1991 em Tóquio, onde já havia vencido três maratonas anteriores enquanto alemã-oriental e depois de vencer mais uma maratona japonesa no início daquele ano, a Maratona Feminina de Osaka. Nos anos 90 Dörre venceria mais duas vezes em Osaka. Participou de Barcelona 1992 onde ficou em 5º lugar e em Atlanta 1996 com um 4ºlugar, perdendo uma nova medalha de bronze olímpica por apenas seis segundos para a japonesa Yuko Arimori.
Ainda nos anos 90, em maratonas anuais, Dörre foi tricampeã da Maratona de Londres (1992-93-94), e na Alemanha dominou o circuito vencendo a Maratona de Berlim em 1994, sendo tricampeã da Maratona de Frankfurt (1995-96-97) e bicampeã da Maratona de Hamburgo (1998-99) com a segunda vitória nesta corrida sendo a sua última numa maratona.